# (169078) Chuckshaw
(169078) Chuckshaw est un astéroïde de la ceinture principale.

## Description
(169078) Chuckshaw est un astéroïde de la ceinture principale. Il fut découvert le 23 avril 2001 à Kanab par Edwin E. Sheridan. Il présente une orbite caractérisée par un demi-grand axe de 2,61 UA, une excentricité de 0,20 et une inclinaison de 14,4° par rapport à l'écliptique.

## Compléments